# 文塔 (廣州)
文塔又称文笔塔、文昌塔，位于广州市荔湾区龙津西路逢源涌畔，是一座六角形金字尖顶瓦木建筑的古塔。

## 建筑

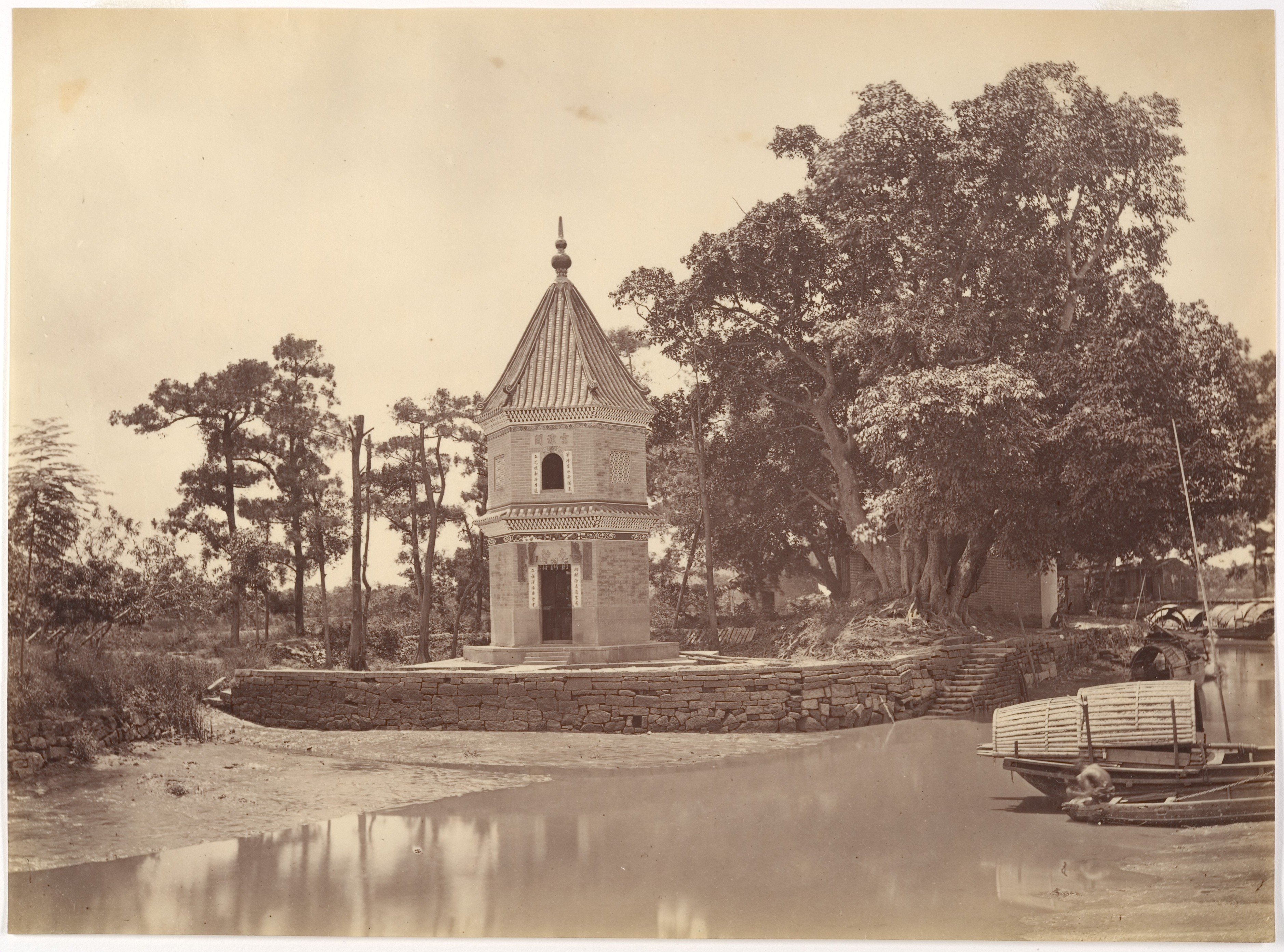
1869年的雲津閣，位於西關涌邊。

文塔坐北朝南，砖木结构，是广州市区内唯一的功名塔。
塔高13.03米，底座为石脚。塔身为东莞大青砖所砌，每面宽2.5米，塔围共15米，直径5米。二楼腰浅处有小檐，全塔檐口均设素色瓦当和须瓦。顶尖的陶塑葫芦高达2米。塔身窗花装饰朴实小巧，用白鳝土制成。塔首层门头和二楼窗顶各嵌有“南轴”和“云津阁”字样的楷书石刻，隐含振兴文气、平步青云之意。
其整体风格与琶洲塔相似，也与香港新界聚星楼相似。塔内原供奉有魁星，即文曲星，一手捧斗、一手执笔。相传谁人被此笔点中，便可中科举功名，故建筑外观酷似一支向上笔尖的形状。
过往曾在塔附近发现有“古之花坞”石匾一块，还有半副刻有“祀崇花坞乐平康”字样的石联，证明文塔所在之地为南汉国王花坞故地，而这两副石刻在文化大革命之后便下落不明。

## 历史
文塔建筑年代未见文字记录，经有关建筑专家考证，推测为明代中期至清代建筑。修建初时依林傍水，周围花木繁多。初建時依林傍水，世稱文塔花園。
1962年时任广东省省长陈郁到此视察，要求将文塔及周围环境加以治理，之后在塔东侧修建一座亭，西侧建造水池，及对周边环境进行绿化。
文化大革命期间，文塔及其附近被用作生产工场。
1985至1988年间，政府征用文塔及附近土地，投资60万元，将文塔按照原样加以修复，在塔西侧建一座仿古楼阁，塔东侧改建一座两层园林庭院。因为文塔上有“云津阁”石刻，1988年6月此景点定名为云津苑，為荔枝灣園林學會駐地，學會會員製作的園藝盆景各置其中。
2001年塔身被白蚁蛀蚀，二层地板、楼梯、大门毁烂，需进行修葺，同时修补塔顶葫芦。
2002年9月被公布为广州市登记文物保护单位。2009年6月再对其进行修葺，以文塔为中心，建造一个文化休闲广场，文塔花園被清拆，完全改變為開放休憩場地。

## 公共交通
- 巴士：泮塘总站、中山八路总站
- 地铁：五号线中山八站、一号线长寿路站